# Raffinerie de Garyville
La raffinerie de Garyville est, en janvier 2023, la seconde plus importante raffinerie de pétrole des États-Unis. Elle était en 2014 au troisième rang. Elle est située en Louisiane, dans le CDP de Garyville.
Sa capacité de raffinage s'élève à 522 000 barils par jour en 2014 et 593 000 barils par jour début 2023, sa production en avril 2023 étant de 578 000 bpj. La raffinerie est exploitée par la Marathon Petroleum Corporation.

## Historique
La construction de la raffinerie a commencé en 1973 pour s'achever en 1976. En 2014, c'est la dernière raffinerie à avoir été construite sur le sol américain.
Une extension de la raffinerie, débutée en 2007 s'est achevée en 2009, augmentant la capacité de la raffinerie de 245 000 barils par jour à 522 000 barils par jour.
Une nouvelle extension a été proposée en 2014 pour un projet qui pourrait s'étendre entre 2015 et 2018.
Trois incendies ont touché le site en 2023. le dernier se déclenche sur deux des conteneurs de la raffinerie le 25 août 2023 à 6 h 31 (heure locale),,. Il fait suite à une fuite du conteneur 150-11 connue dès 6 h 38 (heure locale) le 24 août alors rempli de 67 770 barils de naphta. L'incendie est éteint le 28 août après avoir détruit quatre conteneurs,. La production est réduite depuis cette date.
Au total, 3 760 000 kg d'hydrocarbure inflammable sont relâchés dans l'environnement. Il s'agit d'une des plus importantes pollutions chimiques survenues aux États-Unis en trente ans selon l'Agence de Protection de l'Environnement des États-Unis (EPA).
Bien que la cause du sinistre soit toujours incertaine en septembre 2024, l'EPA suggère une origine électrique dans un rapport d'inspection publié en août 2024 tandis que la police de l'État de Louisiane (LSP) suggère de son côté qu'une sécheresse pourrait l'avoir favorisé,.
Le 9 septembre 2024, l'institut de recherche Forensic Architecture dévoile en partenariat avec le Guardian et plusieurs associations environnementales et communautaires les résultats de son enquête sur l'incendie d'août 2023,. Elle y pointe la minimisation des risques sanitaires par les autorités locales et la Marathon Petroleum Corporation. Parmi les faits reprochés figurent également l'évacuation ordonné tardivement et sa levée prématurée aggravant l'exposition aux particules fines ainsi que leur communication avec la population parfois confuse voire incohérente,.